# Estepisa
Estepisa, jedno od ranih manje poznatih plemena Karankawan Indijanaca iz južnog Teksasa za koje se zna da su 1750. otišli živjet na misiju Nuestra Señora de la Candelaria na rijeci San Gabriel blizu današnjeg Rockdalea u okrugu Milan.
O njima se kasnije više ne čuje te su vjerojatno nestali među ostalim karankawanskih plemenima.